# Guelph
Guelph è una città del Canada nella provincia dell'Ontario.

## Società

### Religione
La maggior parte dei cittadini è cristiana: 74,17%, divisi tra protestanti e cattolici romani. Le altre religioni sono: buddismo 1,45%, islam e induismo.

## Sport
| Club                | Lega                                   | Sport                | Luogo                                                         | Anno di fondazione | Titoli vinti |
| ------------------- | -------------------------------------- | -------------------- | ------------------------------------------------------------- | ------------------ | ------------ |
| Guelph Storm        | Ontario Hockey League                  | Hockey               | Sleeman Centre                                                | 1991               | 2            |
| Guelph Royals       | Intercounty Baseball League            | Baseball             | David E. Hastings Stadium a Exhibition Park (Guelph)          | 1919               | 8            |
| Guelph Gryphons     | Canadian Interuniversity Sport         | Universitario        | W.F. Mitchell Centre e Alumni Stadium                         | 1874               | 0            |
| Guelph Regals       | Ontario Lacrosse Association           | Lacrosse             | Victoria Road Recreation Centre                               | 1992               | 1            |
| Guelph Rangers      | Kitchener District Soccer League       | Calcio               | Centennial Park e Guelph Lake Sports Fields                   | 1985-ish           | 3            |
| Guelph Underdogs SC | Conestoga College Indoor Soccer League | Calcio               | Conestoga College Recreational Centre                         | 2004               | 0            |
| Guelph Dominators   | Greater Ontario Junior Hockey League   | Hockey               | Victoria Road Recreation Centre                               | 1963               | 0            |
| Guelph Bears        | Ontario Varsity Football League        | Football             | John Ross High School e Università di Guelph's Alumni Stadium | 1997               | 0            |
| Guelph Gargoyles    | Ontario Australian Football League     | Football Australiano | Margaret Green Park                                           | 2001               | 0            |

## Amministrazione

### Gemellaggi
Guelph è gemellata con:
- Castelfranco Veneto
- Riese Pio X